# Corona di San Venceslao

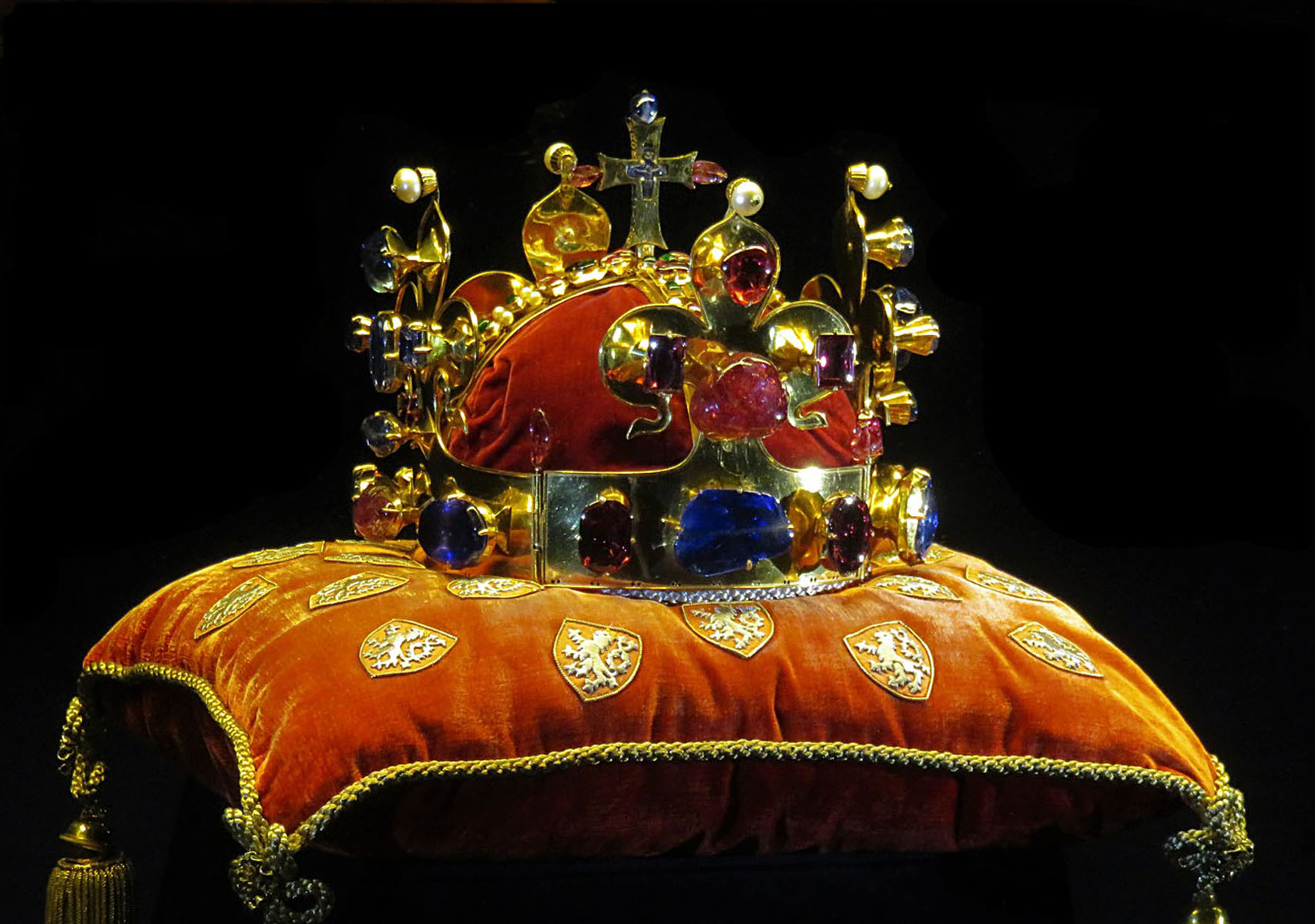
La Corona di San Venceslao durante un'esposizione

La Corona di San Venceslao (in ceco Svatováclavská koruna) è l'emblema con cui venivano incoronati i re di Boemia.

## Storia
La Corona di San Venceslao fa parte dei gioielli della Corona boema, realizzati nel 1347. Carlo IV di Lussemburgo l'aveva commissionata per la sua incoronazione e l'aveva dedicata al primo santo patrono del paese, San Venceslao, riservandola poi come corona di stato per l'incoronazione dei futuri sovrani boemi.
Per ordine di Carlo IV, la corona doveva essere permanentemente depositata nella Cattedrale di San Vito del castello di Praga.
Venne utilizzata l'ultima volta per l'incoronazione del re Ferdinando V nel 1836.

### La maledizione
Secondo una leggenda ceca, chi indossa la corona di San Venceslao senza essere il re legittimo, morirà di morte violenta entro l'anno. La morte più famosa risale alla seconda guerra mondiale, quando Reinhard Heydrich, gerarca nazista e comandante del Protettorato di Boemia e Moravia, visitò la Cattedrale di San Vito e volle provarsi la corona, morendo meno di un anno dopo a seguito di una granata lanciata sulla sua macchina dai partigiani cechi.
Anche se ovviamente non esiste alcun legame né prova scientifica fra le morti e la corona, la leggenda a Praga è ampiamente diffusa.

## Caratteristiche

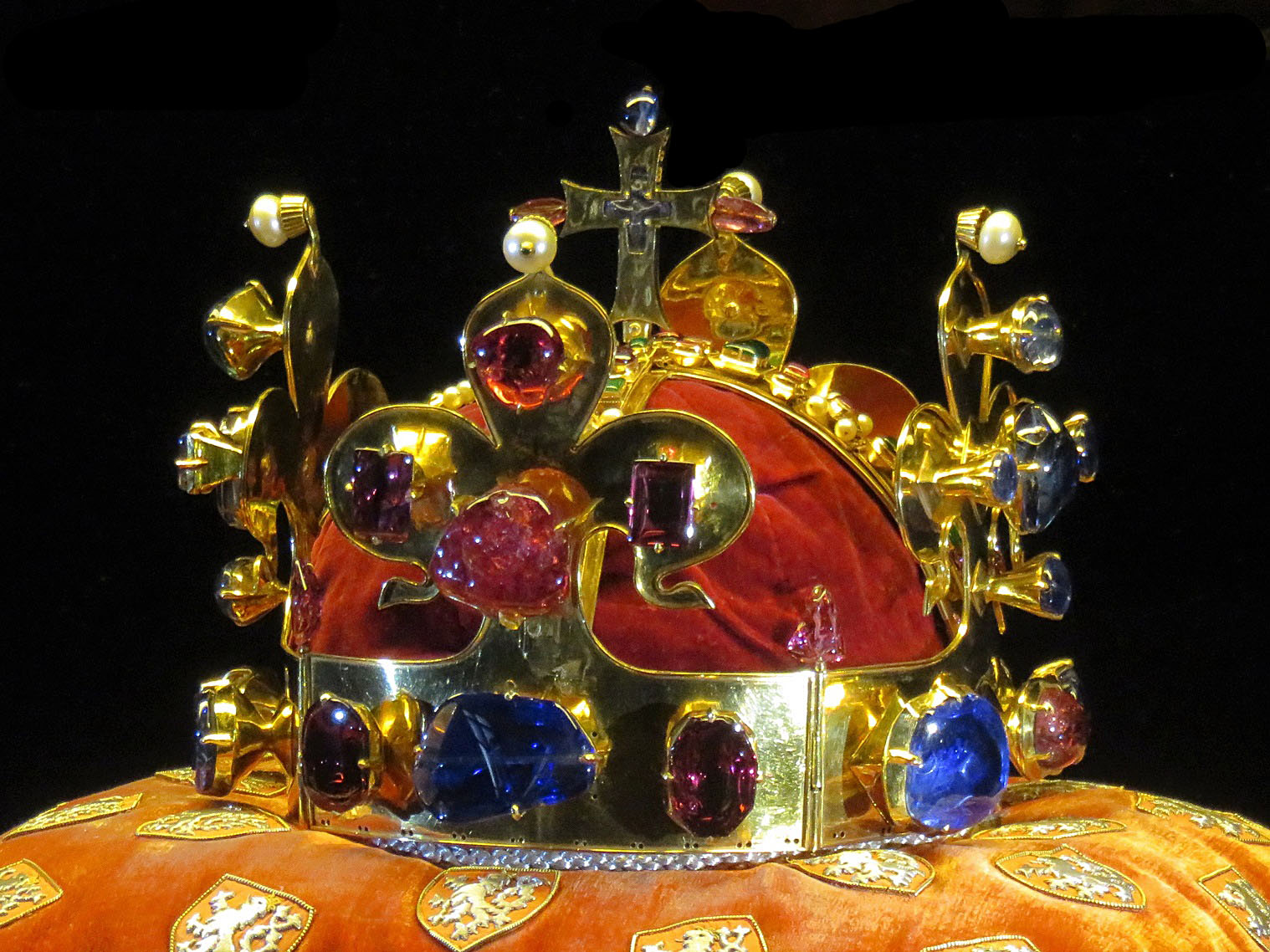

La corona di San Venceslao è realizzata in oro da 21 a 22 carati (da 88 a 92%), la base è formata da quattro grandi gigli dietro i quali due archi sorreggono una croce. Decorata con pietre preziose e perle, la corona contiene un totale di 19 zaffiri, 44 spinelli, un rubino, 30 smeraldi e 20 perle. Alcune di queste pietre sono le più grandi del mondo.

## Le sette chiavi
A differenza di molti altri regalia europei, la corona di San Venceslao non è esposta al pubblico. Insieme agli altri gioielli cechi la corona è custodita in una camera all'interno della Cattedrale di San Vito, nel castello di Praga. L'ingresso alla camera è bloccato da sette serrature le cui chiavi sono in possesso, una ciascuno, del presidente della Repubblica Ceca, dei due presidenti delle due camere del parlamento, del primo ministro, del sindaco di Praga, dell'arcivescovo di Praga e del decano del capitolo di Vyšehrad. La corona viene esposta molto raramente. Le ultime più recenti occasioni sono state nell'aprile 2008 per commemorare il 90º anniversario dell'indipendenza della Cecoslovacchia e nel maggio 2016 per commemorare il 700º anniversario della nascita di Carlo IV di Lussemburgo, il committente della corona. Al pubblico è tuttavia concesso di ammirare alcune fedeli repliche della corona originale, in vari luoghi istituzionali.